# 1912 Анубис
1912 Анубис (енгл. 1912 Anubis) је астероид главног астероидног појаса са средњом удаљеношћу од Сунца која износи 2,905 астрономских јединица (АЈ).
Апсолутна магнитуда астероида је 11,4.